# Ordre de la Fleur de prunier
L’ordre de la Fleur de prunier (ou grand ordre de la Fleur de prunier ou ordre d'Ehwa) (hangeul : 대훈위이화대수장 ; hanja : 大勳位李花大綬章) est un ordre de l'empire de Corée, créé par l'empereur Kojong le 17 avril 1900.
L'ordre destiné aux civils et aux militaires, n'a qu'une seul classe et est décerné aux personnes ayant étant déjà été décoré de l'ordre de Taegeuk.
L'ordre est très inspiré de l'ordre japonais du Paulownia.

## Histoire

### Création
Le décret impérial n°13 de l'empereur Kojong du 17 avril 1900 fonde l'ordre de la Fleur de prunier,,.
Cet ordre est ouvert aux civils et aux militaires et est le pendant coréen de l'ordre japonais du Paulownia, duquel son design est inspiré.

### Inspiration
Il est le pendant coréen de l'ordre japonais du Paulownia,, ordre duquel son design est tiré.

Comparaison de médaille coréenne et médaille japonaise
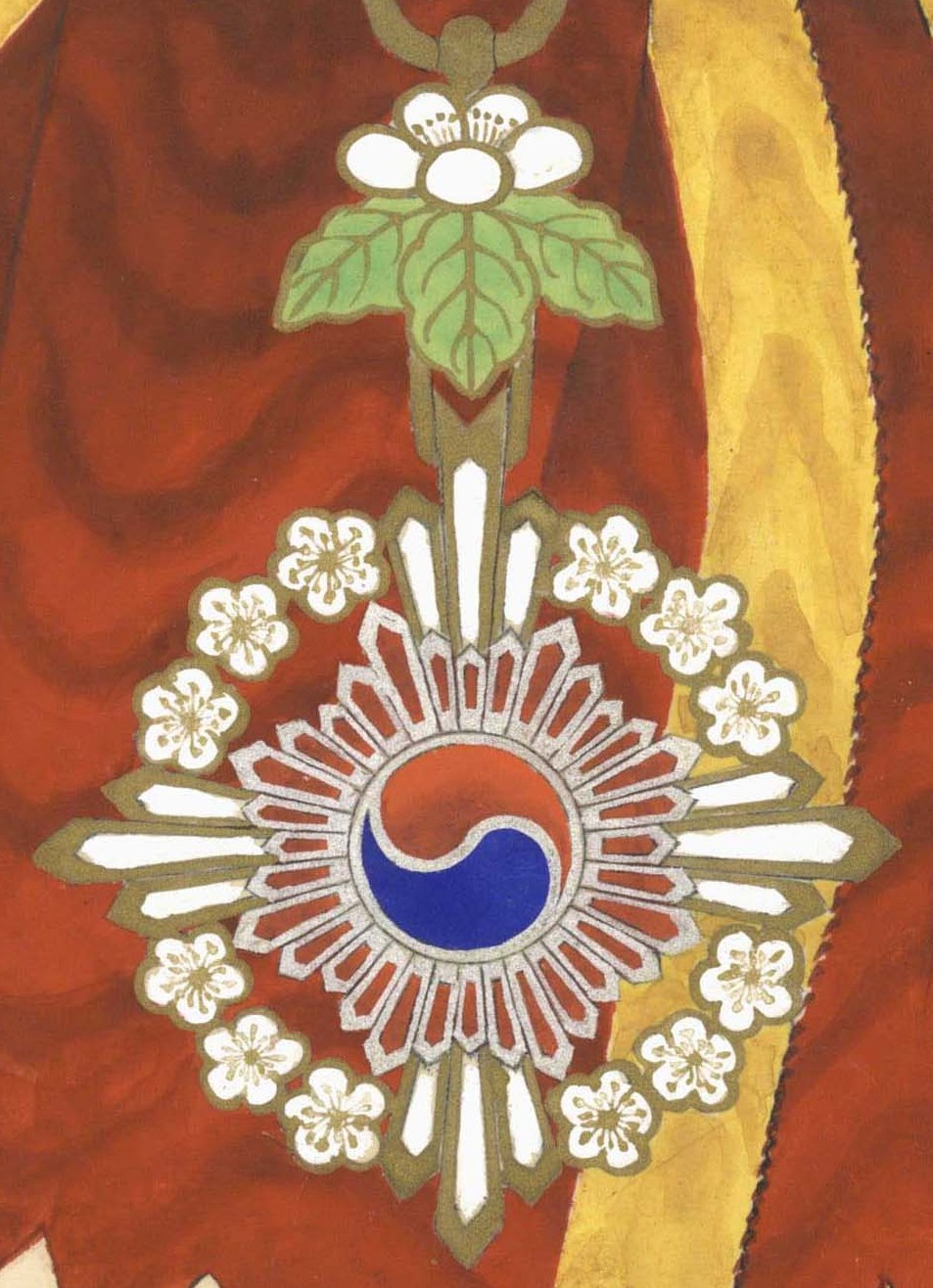
Médaille coréenne de l'ordre de la Fleur de prunier
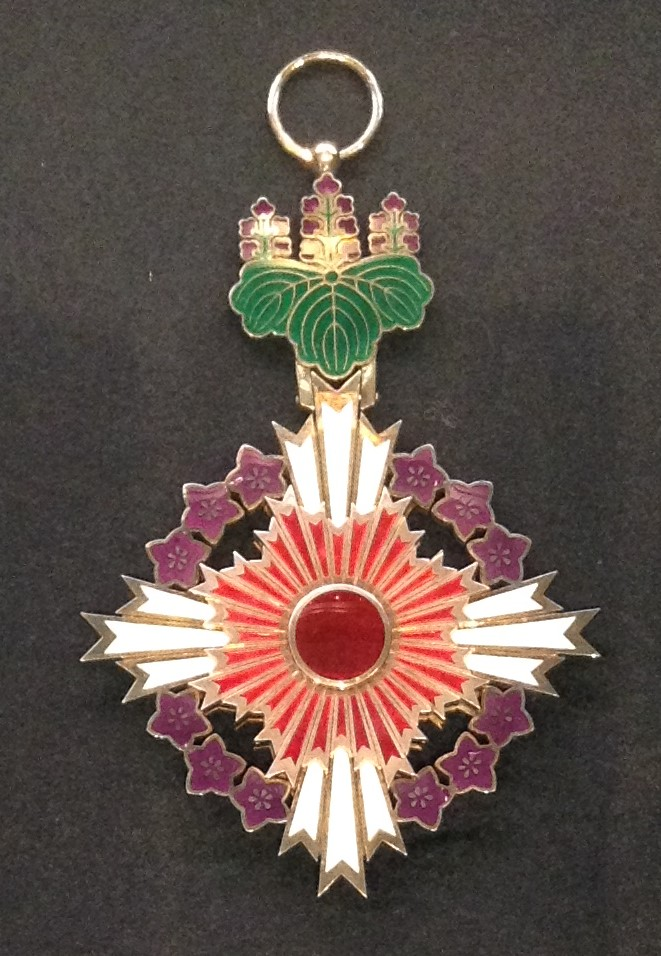
Médaille japonaise de l'ordre des Fleurs de Paulownia

## Nomination
Il est décerné aux personnes ayant étant déjà été décoré de l'ordre de Taegeuk,.

## Ordre de préséance
Cette ordre est en dessous de l'ordre des Étoiles auspicieuses et au dessus de l'ordre de Taegeuk.

## Grades
Cette ordre n'a qu'une seul et unique classe,.

## Apparence

### Médaille suspendue
La médaille suspendue est une étoile à quatre branches, en argent émaillé. La médaille mesure 76mm sur 108mm. Chacune des quatre branches sont composées de trois longs rayons émaillés blancs. Douze fleurs de pruniers émaillés blancs sont disposées en arc de cercle entre les long rayons de chaque branche. En son centre, se trouve un symbole du taegeuk bleu et rouge (qui est le symbole du drapeau national de l'empire de Corée) qui est encerclé par 32 court rayons émaillés rouge.
L'avers de la suspension représente cinq feuilles vertes surmontées d'une fleur blanche de prunier ; le revers de la suspension représente la même chose sans les veines des feuilles avec des caractères coréen en hanja signifiant « Décoration Ordre du Mérite » .

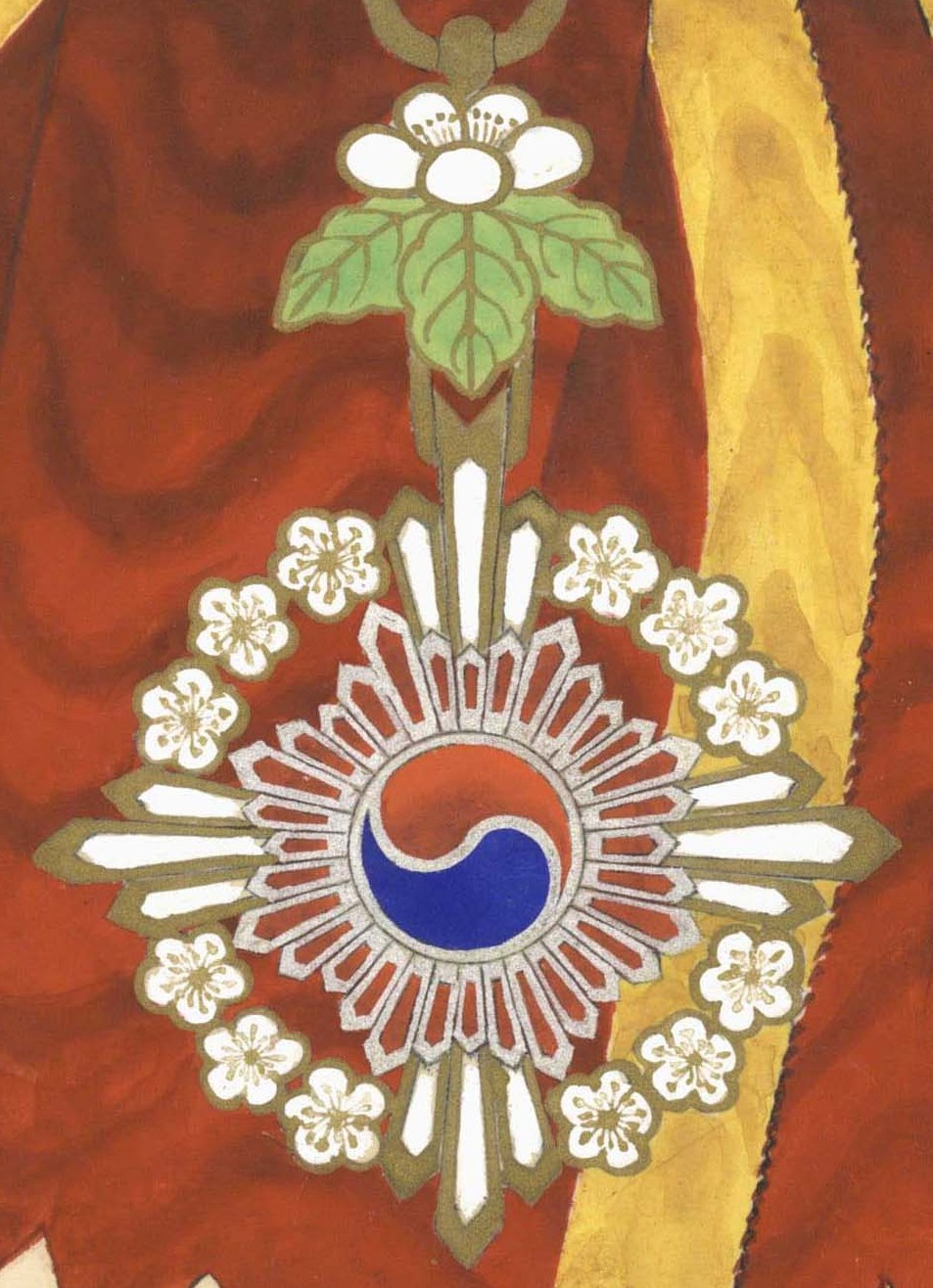
Médaille pendante de l'ordre
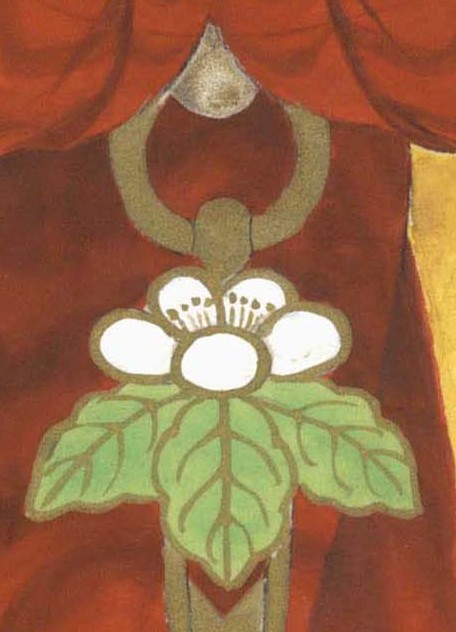
Suspension de la médaille pendante, avers
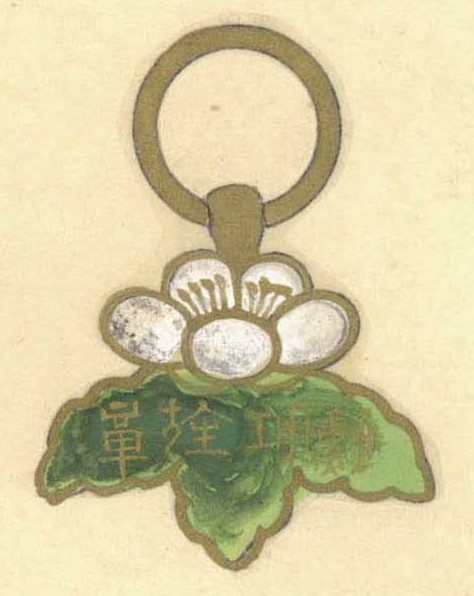
Suspension de la médaille pendante, revers

### Médaille en plaque
La médaille en plaque a le même design que la médaille suspendue à la différence qu'elle mesure 91 mm de diamètre, qu'elle est convexe et qu'il n'y a pas de suspension.

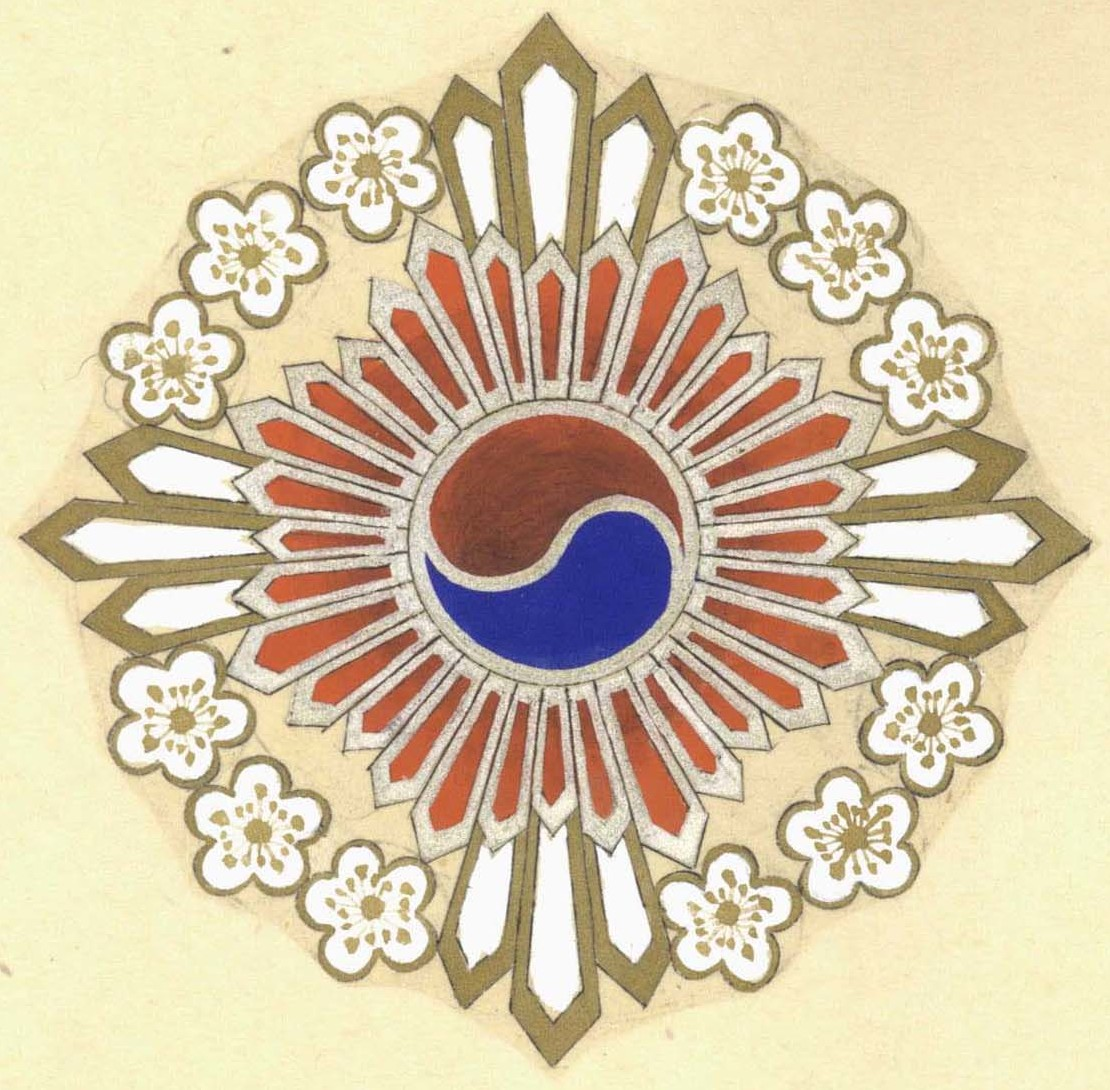
Médaille en plaque de l'ordre, avers
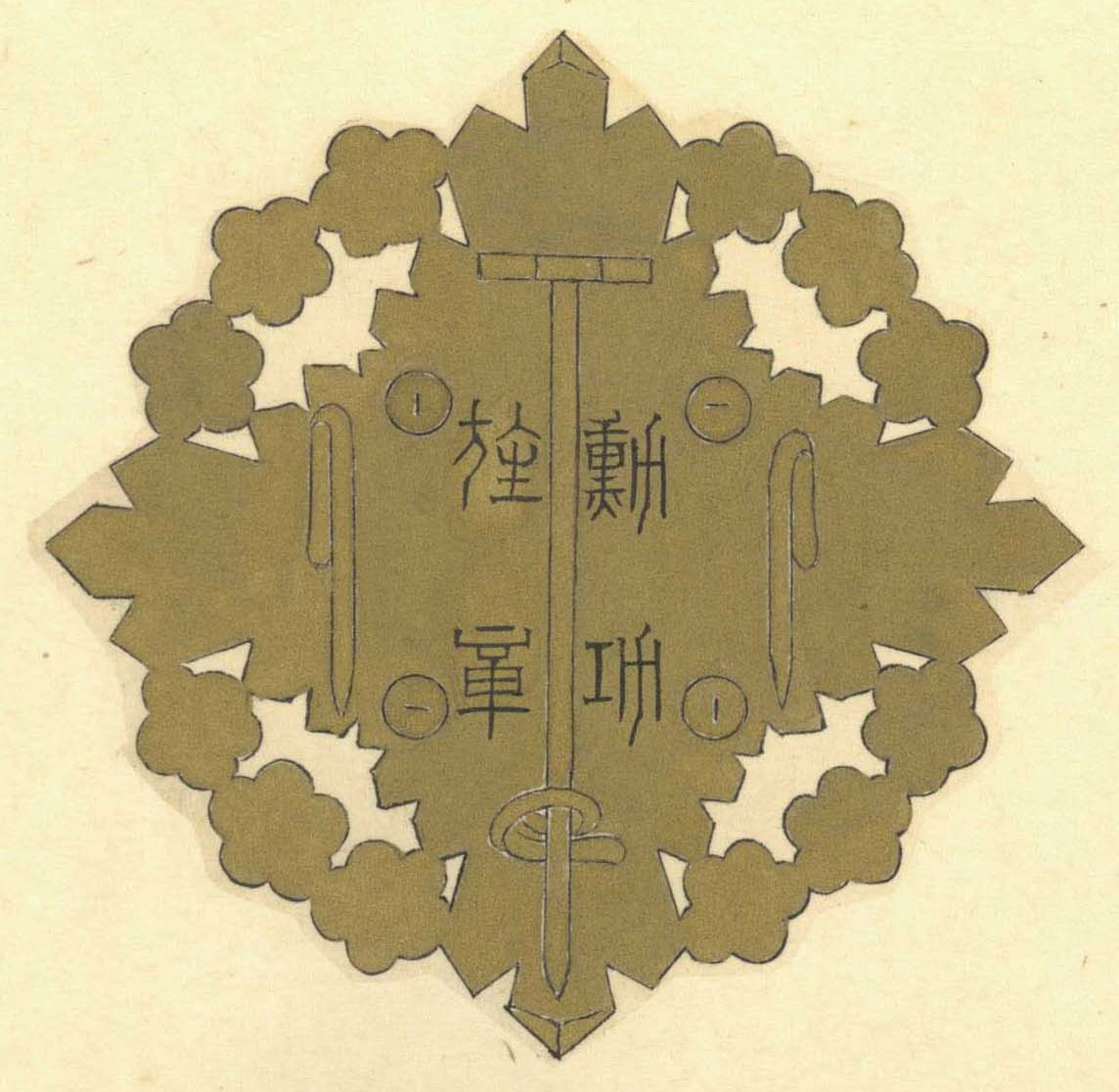
Médaille en plaque de l'ordre, revers

### Écharpe
L'écharpe de la décoration est en soie moirée. Elle mesure 110mm de large. Elle porte les couleurs impériales mais disposé au contraire de celle de l'ordre du Cheok d'or, au centre du rouge, et aux extrémités du jaune doré sombre (19mm).

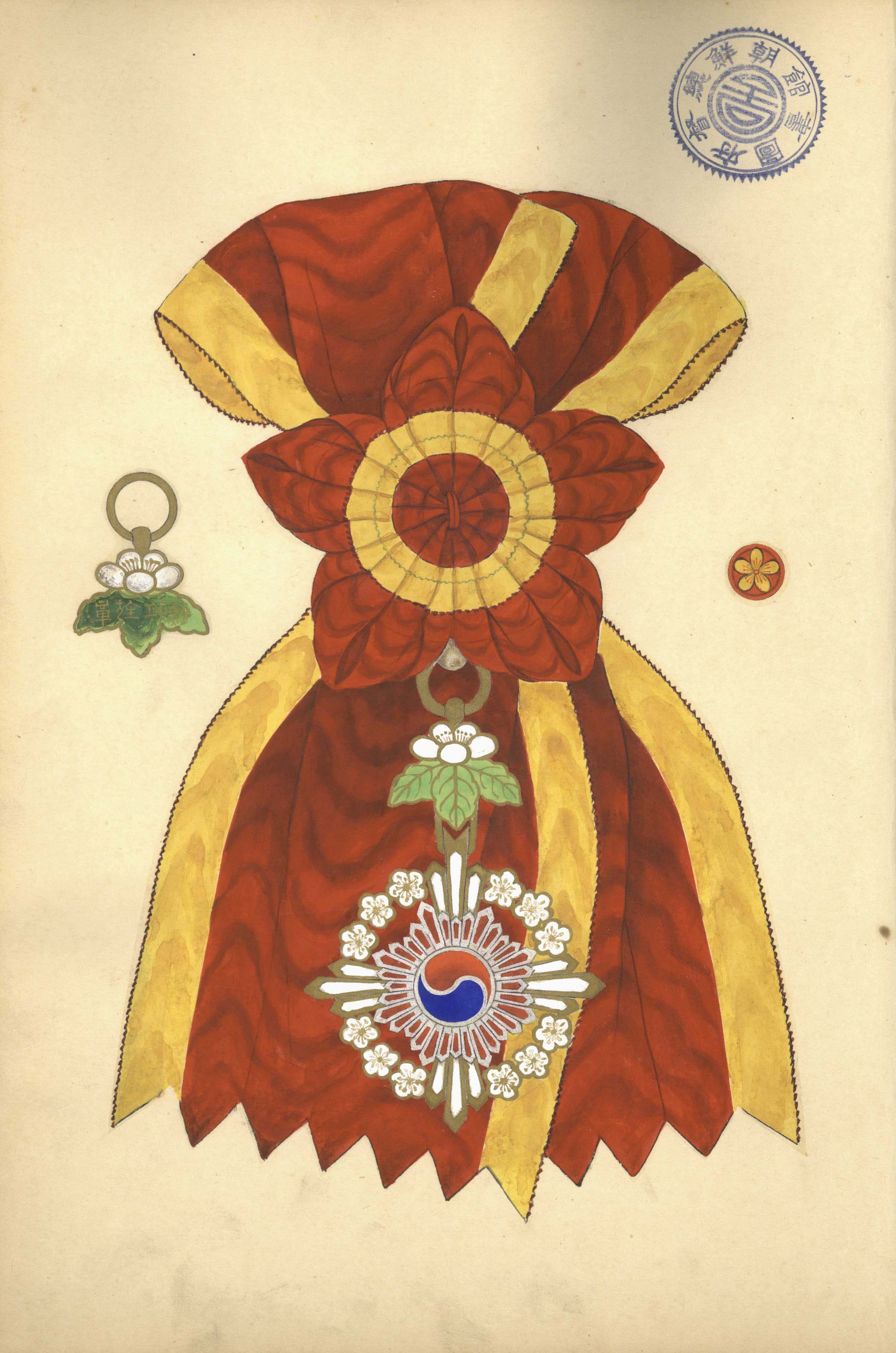
Écharpe en soie moirée
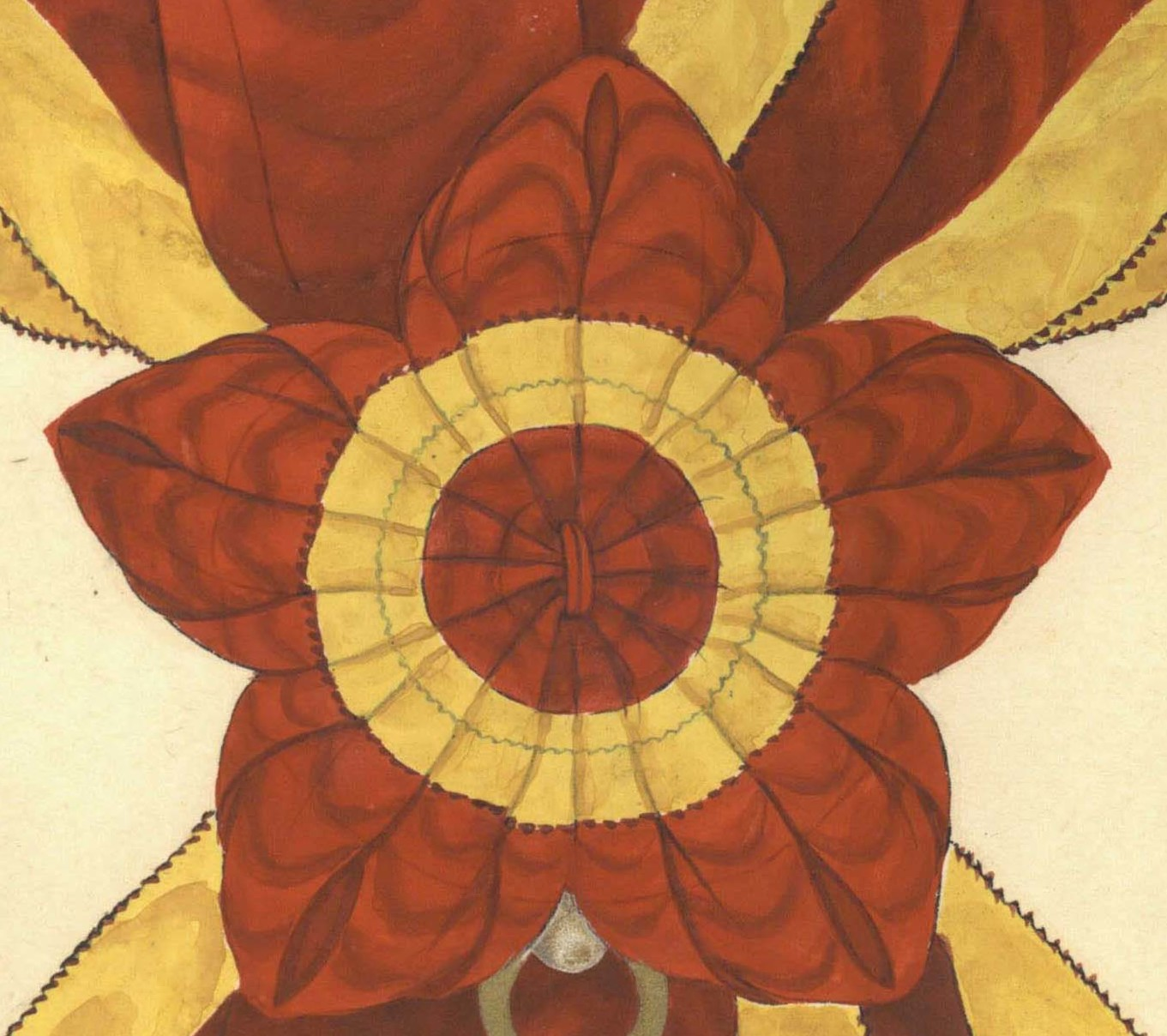
Rosette de l'écharpe de l'ordre
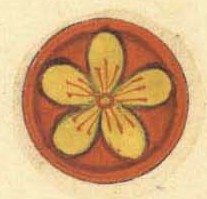
Retour de boutonnière de l'ordre
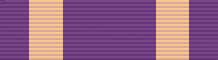
Ruban de l'ordre